# Ossi-vanadio-dravite
L'ossi-vanadio-dravite è un minerale del supergruppo della tormalina. Fino al novembre 2011 il minerale era conosciuto come vanadium-dravite ma è stato cambiato dall'IMA perché il minerale appartiene al sottogruppo 3 del gruppo degli alcali.